# 크리스티안 바흐
크리스티안 바흐(Christian Bach, 1959년 5월 9일 ~ 2019년 2월 26일)는 아르헨티나, 멕시코의 배우, 프로듀서이다.

## 출연 작품
- 욕망 (2010)
- 벨을 두 번 누른 여자 (1989)